# Linnaeus' Hammarby

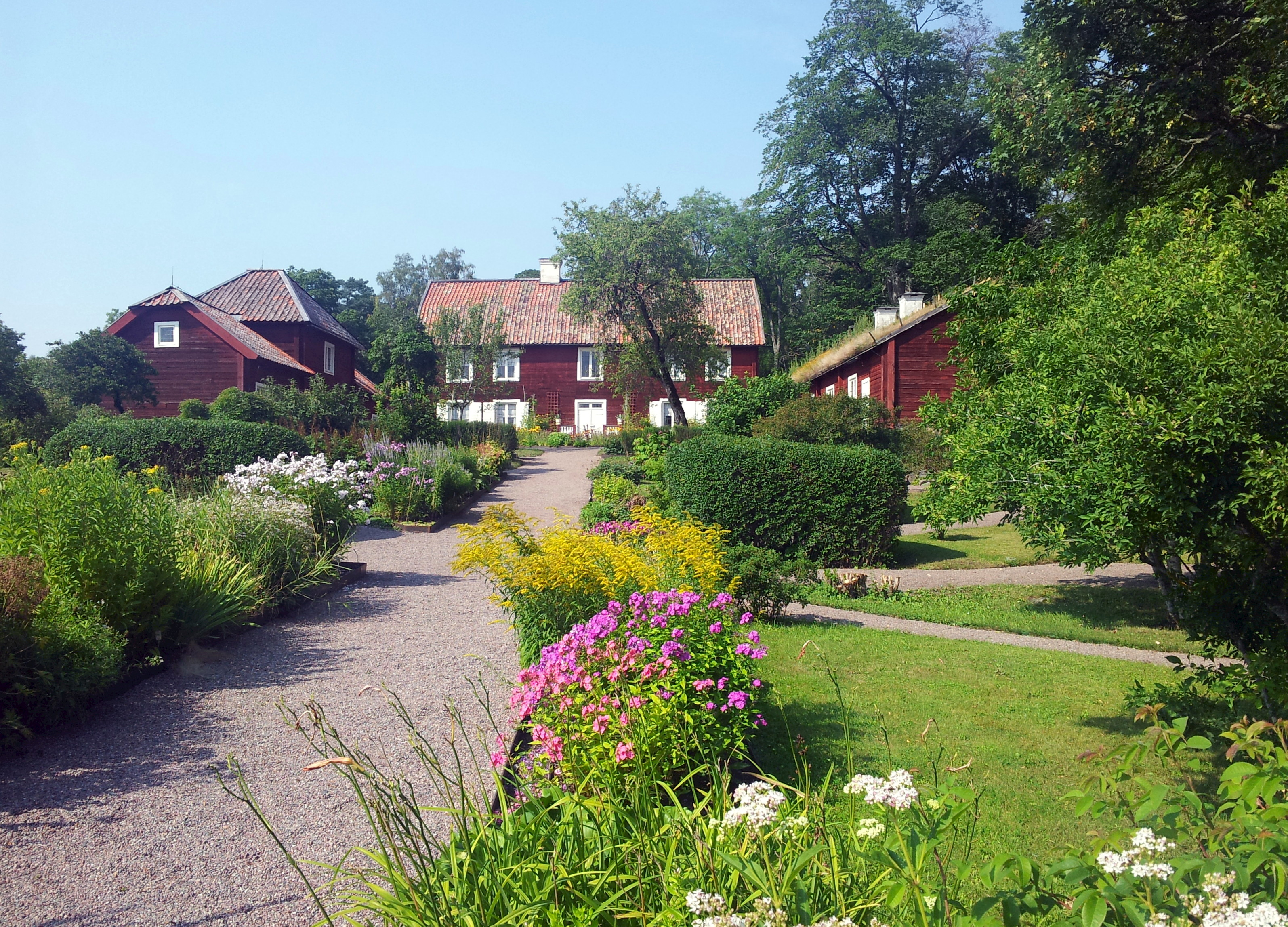
Linaeus' Hammarby

Linnaeus' Hammarby (Zweeds: Linnés Hammarby) is het voormalige zomerhuis van de Zweedse bioloog, fysicus en hoogleraar Carl Linnaeus en zijn familie in het dorp Hammarby, 15 kilometer ten zuidoosten van de Zweedse stad Uppsala. Het huis is sinds 1935 ingericht als museum en Kulturreservat.

## Geschiedenis

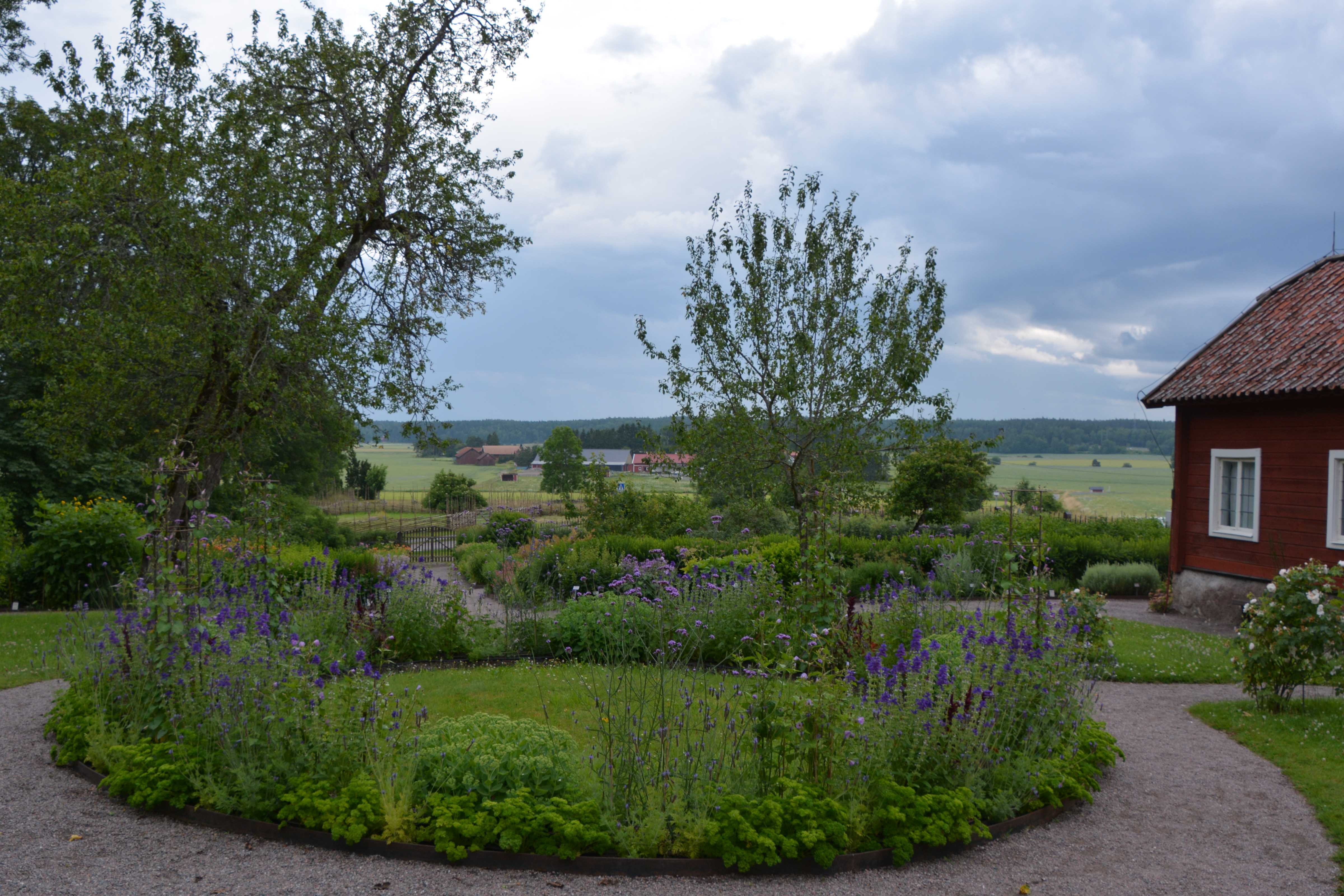
De botanische tuin en de omgeving

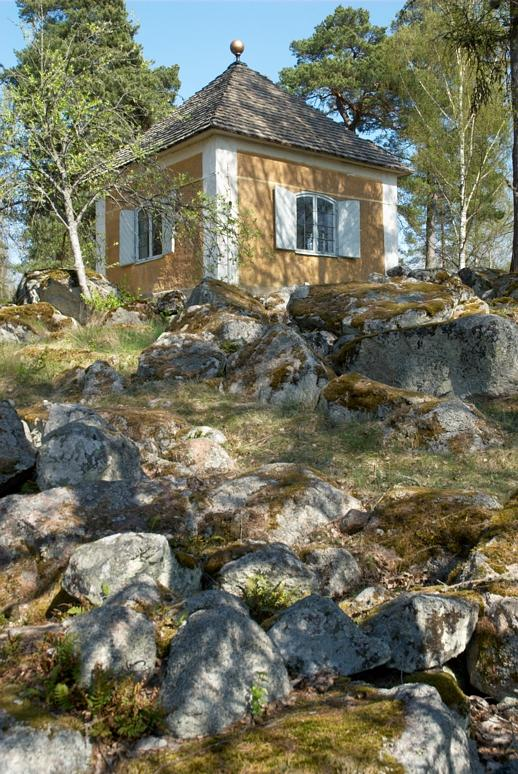
Het naturaliënkabinet.

Hammarby wordt voor het eerst genoemd in 1337. Het was toen een klein boerendorp. De boerderij waar zich nu het museum bevindt, was eigendom van de nabijgelegen parochie van Danmark. Het had verscheidene eigenaars tot het in 1758 met een aantal omringende huizen voor 80.000 daalders werd gekocht door Linnaeus. Hij wilde het inrichten als zomerverblijf en toevluchtsoord om te kunnen ontsnappen uit de ongezonde omgeving van Uppsala, waar hij les gaf aan de universiteit. Om zijn studenten de liefde voor de natuur en de flora en fauna bij te brengen, nam hij ze regelmatig op natuurexcursie te voet vanaf Uppsala naar Hammarby. 
Toen Linnaeus het pand kocht, waren enkel twee kleine houten gebouwen aanwezig. In 1762 liet hij het grotere woonhuis, ook van hout, bouwen. Enkele jaren later, in 1769, liet hij op enige afstand van het huis en de top van de achterliggende heuvel een stenen naturaliënkabinet bouwen, waarnaar hij zijn herbarium en andere collecties vanuit Uppsala verhuisde. Hij was hiertoe overgegaan uit vrees voor de frequente branden die de stad teisterden en die onder andere het herbarium van zijn voorganger, Olaus Rudbeck, in rook hadden doen opgaan. Rond het huis liet hij een botanische tuin en een park aanleggen, waarin hij planten kweekte van zaden die hij van collega's uit alle delen van Europa ontving.
Na Linnaeus' dood bleef de boerderij in het bezit van zijn nakomelingen tot ze in 1879, met een deel van het park, werd verkocht aan de Zweedse staat, met de bedoeling van er een museum van te maken. 

## Gebouwen

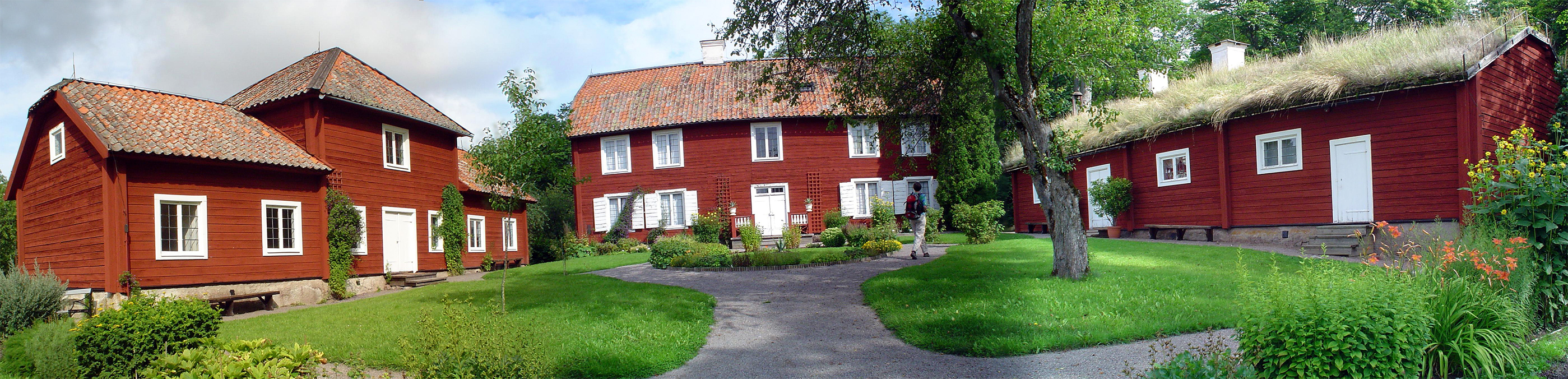
Het huis gezien vanuit de botanische tuin

Het hoofdgebouw is volledig uit hout, heeft twee verdiepingen, een zolder- en een kelderverdieping. De oudere oostelijk zijvleugel, met één verdieping, bevatte de bakkersoven en de brouwerij. De westelijke zijvleugel werd waarschijnlijk gebruikt om het personeel in onder te brengen.
Het naturaliënkabinet op een lage heuvel achter het huis dat Linnaeus' kostbare verzamelingen huisvestte, is het enige gebouw dat volledig uit steen is opgetrokken. Om brandgevaar te voorkomen was er in het gebouw zelfs geen verwarming voorzien.

## Museum
Sinds 1879 is het gebouw eigendom van de staat, en wordt het samen met de botanische tuin en Linnéträdgården in Uppsala beheerd door de universiteit van Uppsala. Het museum omvat permanente tentoonstellingen met Linnaeus' collecties, zijn leven en werk, maar ook tijdelijke tentoonstellingen, de botanische tuin en het park. 
De omliggende landbouwgronden zijn teruggebracht in de staat zoals ze waren in de 18e eeuw en worden beheerd als Kulturreservat, om te tonen hoe het agrarische landschap er in deze streek uit zag vóór de grote landbouwhervormingen (de Laga skiftet) in Zweden in 1827.